# Karim Tarek
Karim Tarek (Alejandría, 23 de enero de 1992) es un futbolista egipcio que juega en la demarcación de extremo para el Tala'ea El Gaish SC de la Liga Premier de Egipto.

## Selección nacional
Tras jugar en las categorías inferiores de la selección, finalmente hizo su debut con la selección de fútbol de Egipto el 7 de noviembre de 2019 en un encuentro amistoso contra Liberia que finalizó con un resultado de 1-0 a favor del combinado egipcio tras el gol de Hamdy Fathy.

## Clubes
| Club                | País   | Año       | Partidos | Goles |
| ------------------- | ------ | --------- | -------- | ----- |
| El Gouna FC         | Egipto | 2014-2015 | 30       | 2     |
| Petrojet SC         | Egipto | 2015-2018 | 73       | 4     |
| Tala'ea El Gaish SC | Egipto | 2018-2020 | 57       | 11    |
| ENPPI SC            | Egipto | 2020-2021 | 25       | 3     |
| El Gouna FC         | Egipto | 2021-2022 | 33       | 1     |
| Tala'ea El Gaish SC | Egipto | 2022-     | 75       | 9     |